# Vulcanus (törpebolygó)
A Vulcanus egy feltételezett bolygó, melyről mára kiderült, hogy nem létezik. Urbain Le Verrier feltételezte a bolygó létét a Nap és a Merkúr közt 1843-ban, és a Merkúr keringésének a tudomány akkori állása szerinti megmagyarázhatatlan vonásait próbálták magyarázni vele. A bolygót sosem találták meg, a Merkúr keringési pályáját pedig azóta Albert Einstein relativitáselmélete megmagyarázta.
Nevét Vulcanusról, a rómaiak vulkánistenéről kapta.